# Departamento del Distrito Federal
El Departamento del Distrito Federal (DDF) fue el último departamento administrativo de la administración pública federal mexicana, creado para asumir el gobierno del Distrito Federal y en especial de su Departamento Central —que se dividió en 1970 para crear tres delegaciones políticas—. 
Funcionó desde el 31 de diciembre de 1928 hasta el 1 de diciembre de 1997. Era encabezado y dirigido por un funcionario nombrado por el Presidente de México que, con el título de Jefe del Departamento del Distrito Federal, gobernaba a las delegaciones con ayuda de delegados que él nombraba directamente en su carácter de responsable directo de la administración capitalina. Coloquialmente era conocido como Regente de la Ciudad, ya que por 1930 la Ciudad de México no desbordaba los límites de la Municipalidad de México.

## Historia

Arreglo territorial del Distrito Federal, entre 1941 y 1970.

### Extinción del departamento

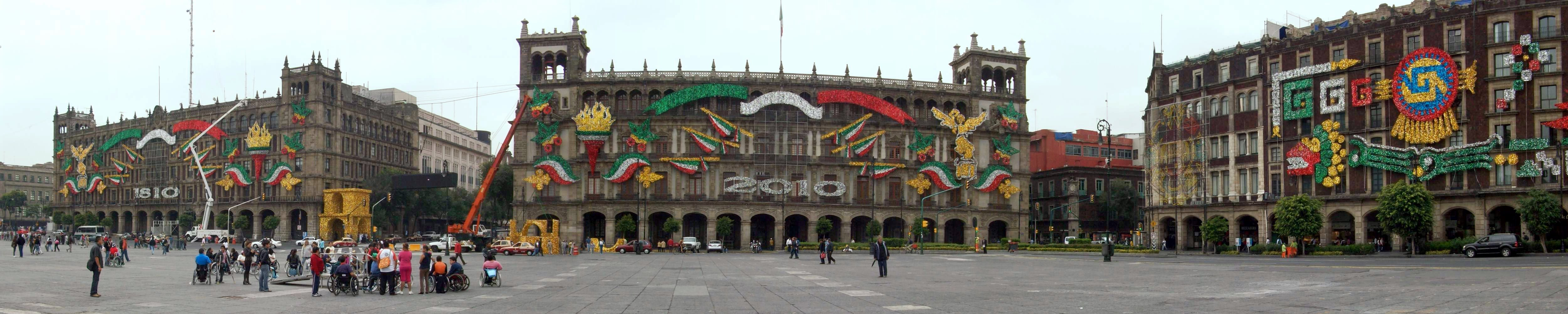
Edificios sedes del Departamento del Distrito Federal: a la derecha (con el 2010), está el Palacio del Ayuntamiento de la Municipalidad de México desde el, hoy tomado como sede de la Jefatura de Gobierno del Distrito Federal; a la izquierda, está la sede del DDF, construida exprofeso de 1946 a 1948 en el suroriente del Zócalo.

En 1993, se llevó a cabo una reforma constitucional, a través de la cual se eliminó la figura del jefe del Departamento del Distrito Federal para ser reemplazada por un jefe de Gobierno del Distrito Federal, el cual sería elegido de manera directa por los ciudadanos del Distrito Federal por primera vez el 6 de julio de 1997. Esto coincidió con las primeras elecciones legislativas en que triunfaba la oposición desde las celebradas en junio de 1912.
Esta modificación constitucional fue el resultado de varios factores. Uno de ellos fue las reformas democráticas llevadas a cabo en esa época que buscaban la disminución del poder de la figura presidencial, encabezada por el Partido Revolucionario Institucional, que se había mantenido hasta entonces. Uno de los grandes bastiones de poder del presidente de la República era dirigir la administración de Ciudad de México a través del jefe del Departamento del Distrito Federal, donde reside una gran porción de la población del país y que constituye el centro económico del país.
Otro factor que llevó a la modificación fue el reclamo de la ciudadanía del Distrito Federal a falta de representación en sus órganos de gobierno. Este reclamo se basaba en que los funcionarios del Gobierno del Distrito Federal no eran electos sino nombrados por el presidente de la República y en el hecho de que el Distrito Federal no contaba con un órgano propio con facultades legislativas, sino que el Congreso de la Unión, el cual está compuesto por representantes de todos los estados del país, legislaba en todo lo concerniente al Distrito Federal.
En 1997 se llevó a cabo la primera elección de jefe de Gobierno del Distrito Federal, la cual dio la victoria a Cuauhtémoc Cárdenas Solórzano del Partido de la Revolución Democrática.